# Alucard (Castlevania)
 (février 2015).
Si vous disposez d'ouvrages ou d'articles de référence ou si vous connaissez des sites web de qualité traitant du thème abordé ici, merci de compléter l'article en donnant les références utiles à sa vérifiabilité et en les liant à la section « Notes et références ».
Pour les articles homonymes, voir Alucard.
Sir Adrian Farenheights Tepes, plus connu sous le nom d'Alucard (アルカード, Arukādo), est un personnage de la série vidéoludique Castlevania. Bien qu'il apparaisse pour la première fois dès 1989 dans Castlevania III: Dracula's Curse, c'est en tant que principal protagoniste de Castlevania: Symphony of the Night, sorti en 1997, qu'il est le plus connu. Enfant du comte Dracula et d'une mère humaine (Lisa), ce demi-vampire est d'une telle grâce qu'on le croirait fragile mais il est au contraire extrêmement habile à l'épée et possède de nombreux pouvoirs dus à sa nature : boule de feu, absorption d'âme, transformations en chauve-souris, loup et brume. Il est d'un caractère distant et calme voire laconique. Il se dressera tout de même contre son père. Par ailleurs, il choisit de se surnommer Alucard, en opposition à Dracula (le mot Alucard étant l'opposé exact, l'anacyclique du mot Dracula). À noter que le personnage d'Alucard apparaît pour la première fois dans un film de 1943 intitulé "le fils de Dracula".
Dans la série de jeux Castlevania: Lords of Shadow, Alucard est l'enfant de Gabriel Belmont (alias Dracula) et de Marie . Il est aussi le père de Simon Belmont. Son véritable nom est Trevor Belmont. Il est parti en guerre contre son père mais ce dernier l'a battu. Quand Gabriel apprit que Trevor était son fils, il fut pris d'un grand désespoir et donna de son sang a son fils mais il était déjà trop tard. Gabriel le laissa dans une tombe dans son château mais plusieurs années après sa mort Trevor ressuscita grâce au sang de son père mais il était devenu un vampire. Malgré son statut il continua la guerre contre son père en se jurant de ne jamais être comme lui et il renia le nom qui lui fut donné et se nomma lui-même Alucard. Puis avec l'aide de Simon Belmont, il vainquit Dracula.

## Apparitions dans la série de jeux Castlevania
La liste suivante est la liste des jeux où Alucard est apparu, soit comme personnage jouable soit une figure de l'univers. Les jeux sont classés par ordre chronologique de la storyline de la série Castlevania.
- 1450 — Castlevania Legends (boss, injouable ; ce jeu a été enlevé de la chronologie officielle des Castlevania par Koji « IGA » Igarashi, producteur de la série)
- ? — Lords of Shadow - Mirror of Fate (personnage de l'acte II)
- 1476 — Castlevania III: Dracula's Curse (boss ; jouable après l'avoir vaincu)
- 1797 — Castlevania: Symphony of the Night (personnage principal)
- 2035 — Castlevania: Aria of Sorrow (injouable) - sous les traits de Genya Arikado
- 2036 — Castlevania: Dawn of Sorrow (jouable en mode julius)

## L'histoire d'Alucard

### Castlevania III: Dracula's Curse
En 1476, Trevor Belmont se lance dans la première quête pour tuer le comte Dracula. Alucard, lui, attend que Trevor vienne à lui. Il a agi comme un boss en ce moment du jeu, examinant les capacités du héros. Alucard finira par être étonné de la force de Trevor. Une fois vaincu par le jeune chasseur de vampires, il lui proposera de l'aider dans sa quête à travers le légendaire château.
Si le joueur accepte son offre, il devient alors l'un des quatre personnages jouables du jeu.
Après avoir aidé à détruire Dracula, et en dépit de ses bonnes intentions, Alucard se sent coupable pour le parricide et a peur des pouvoirs qui sommeillent en lui. Pour soulager sa douleur, il se met dans un repos éternel.

### Castlevania: Symphony of the Night
En 1797, en raison de l'absence inattendue de Richter Belmont, l'héritier du clan ayant vaincu Dracula quelques années auparavant (événements contés dans Castlevania: Rondo of Blood) et de la réapparition imprévue de Castlevania, Alucard n'a d'autre choix que de se réveiller de son sommeil éternel pour infiltrer le château. Il découvre que Richter Belmont a été séduit par une force maléfique et qu'il commande le château.
Avec l'aide de la belle-sœur de Richter, Maria Renard, il finit par découvrir la vérité : un prêtre noir, nommé Shaft, commandait Richter et a voulu ressusciter Dracula en dehors du cycle de résurrection habituel. Après avoir libéré Richter de son envoutement, Alucard se rend dans une version inversée du château (située au-dessus de l'original), où se cache Shaft qui essaie de finir son plan de résurrection. Le château inversé contient des ennemis plus puissants, et l'objectif final d'Alucard, Shaft.
La défaite de Shaft acquise, Alucard découvre que ses efforts ont été vains, car le plan du prêtre noir s'est accompli avec succès. Dracula ayant ressuscité, Alucard doit une fois de plus l'affronter dans un duel à mort d'où il sortira victorieux. Avant de mourir, Alucard lui indique les derniers mots de Lisa : que l'humanité devrait être laissée dans la paix, et qu'elle l'aimerait toujours. Alucard décide alors de retourner à son sommeil éternel, mais Maria, qui est tombée amoureuse de lui au cours de leur quête, essaie de l'en empêcher. On ne sait pas encore si elle y est parvenue, cependant sa présence dans l'épisode Castlevania: Aria of Sorrow, qui se déroule 240 ans après Castlevania: Symphony of the Night, laisse penser que c'est le cas.

### Castlevania: Aria of SorrowetCastlevania: Dawn of Sorrow
Alucard réapparait approximativement en 2035 alors que le château de son père émerge de nouveau. À ce moment-là, un vrai successeur de Dracula est cherché. Alucard garde un œil sur les agissements du nouveau héros, Soma Cruz, qui se révèlera être l'héritier des pouvoirs du comte Dracula. Alucard prétend (pour une raison inconnue) s'appeler Genya Arikado. On en apprendra par la suite beaucoup plus sur les raisons de ces changements et ses objectifs.

## Relations avec les autres personnages de la série

### Dracula Vlad Tepes
Dracula est le maitre de Castlevania, château diabolique qui ressurgit tous les 100 ans, en même temps que ressuscite le comte. Dans Dracula X, Richter s'était débarrassé de Dracula, mais 4 ans après le mal ressurgit des terres. C'est un vampire aristocratique et méprisant envers la race humaine. Il est en outre le père d'Alucard, qu'il a eu avec une humaine, Lisa.

### Lisa
Mère d'Alucard et femme de Dracula, Lisa est le seul amour du comte. Généreuse par nature, elle fut accusée de sorcellerie et fut exécutée tandis qu'elle préparait des remèdes pour soigner des malades. C'est la cause de la haine prononcée de Dracula envers les humains

### Richter Belmont
Descendant des Belmont, une longue lignée de chasseurs de vampires, Richter, héritier du célèbre fouet « Vampire killer », élimine une première fois Dracula avant d'être manipulé par Shaft, un sorcier à la solde du comte. Il sera sauvé par Alucard.

### Maria Renard
Elle est la belle-sœur de Richter, Maria est également une chasseuse de vampires qui a déjà vaincu Dracula aux côtés de Richter. Elle possède le pouvoir de contrôler les animaux. Elle rencontrera plusieurs fois Alucard dans sa quête et développera certains sentiments pour lui.

### Trevor Belmont
Dans la série de jeux Castlevania: Lords of Shadow, ce nom est celui que lui ont donné ses parents : Gabriel Belmont (Dracula) et Marie. Il est caché à son père et entraîné en secret par la confrérie de la lumière afin de combattre son père mais mourut durant sa quête. Ses dernières paroles révélèrent à son père sa véritable identité. Fou de chagrin, Dracula donna son sang à son fils dans l'espoir de le ressusciter. Quand il se réveilla, il changea son identité pour devenir Alucard.

### Simon Belmont
Dans la série de jeux Castlevania: Lords of Shadow, Simon est le fils de Trevor (Alucard). Il l'aida à défaire Dracula pour la première fois.

## Autres identités

### Genya Arikado
Genya Arikado apparaît dans Aria of Sorrow et Dawn of Sorrow. C'est un jeune homme aux cheveux noirs, généralement vêtu d'un habit noir. Il travaille pour un service top secret du gouvernement japonais et sa véritable identité est très peu connue : il s'agit d'Alucard qui a endormi ses pouvoirs de vampire, dans une fin optionnelle de Dawn of Sorrow il les réveillera pour vaincre Soma Cruz qui fut corrompu par le mal. Alucard (Arukādo) et Arikado se prononcent presque de la même manière en japonais.

## Autres apparitions
Alucard apparait aussi dans Castlevania Judgment sur Wii, un jeu réunissant quelques protagonistes de la saga.
Alucard est aussi un des personnages jouable du jeu Castlevania: Harmony of Despair paru sur le Xbox live arcade.
Dans la saga Lords of Shadow, Alucard est en réalité Trevor Belmont, changé en vampire par Dracula, qui n'est autre que son père Gabriel Belmont, personnage principal de Castlevania: Lords of Shadow.
Simon et Richter intègrent la licence Super Smash Bros. en 2018 avec la sortie de Super Smash Bros. Ultimate sur Nintendo Switch. Alucard y apparaît comme Trophée aide, il peut attaquer avec une épée, se déplacer rapidement en se transformant en chauve-souris, et peut esquiver les attaques ennemies. Ses mouvements sont basés sur Castlevania: Symphony of the Night.
Alucard apparait également dans le DLC Castlevania du jeu vidéo Dead By Daylight en tant que l'un des cosmétiques légendaire pour le Survivant Trevor Belmont.